# Ourapteryx sambuci
Ourapteryx sambuci là một loài bướm đêm trong họ Geometridae.